# دانیل کالتاگیرونه
دانیل کالتاگیرونه (انگلیسی: Daniel Caltagirone؛ زادهٔ ۱۸ ژوئن ۱۹۷۲) بازیگر، تهیه‌کننده اهل بریتانیا است.
از فیلم‌ها یا برنامه‌های تلویزیونی که وی در آن نقش داشته‌است می‌توان به پیانیست، تودورها، ساحل، پاییز، لارا کرافت مهاجم مقبره: گهواره حیات، لژیونر، گردان گمشده، مدیچی، بریتانیا، دیوانگی درباره رقص و دامینا اشاره کرد.